# Orlyk (Ukraine)
Orlyk (ukrainisch Орлик; russisch Орлик Orlik) ist ein Dorf im Süden der ukrainischen Oblast Poltawa mit etwa 1700 Einwohnern (2020).
Das Dorf liegt am linken Ufer des Mündungsdeltas der Worskla in den zum Kamjansker Stausee aufgestauten Dnepr, 38 km südlich vom ehemaligen Rajonzentrum Kobeljaky und 100 km südlich vom Oblastzentrum Poltawa.
Am 12. Juni 2020 wurde das Dorf ein Teil der neugegründeten Stadtgemeinde Kobeljaky, bis dahin bildete es die gleichnamige Landratsgemeinde Orlyk (Орлицька сільська рада/Orlyzka silska rada) im Süden des Rajons Kobeljaky.
Am 17. Juli 2020 kam es im Zuge einer großen Rajonsreform zum Anschluss des Rajonsgebietes an den Rajon Poltawa.